# Cymé (Éolide)
Pour les articles homonymes, voir Cymé.
Cymé (grec ancien : Κύμη / Kumê) était une cité grecque d'Éolide (Asie mineure), à 40 km au nord de Smyrne. Son site se trouve actuellement sur le territoire de la ville turque d'Aliağa, plus précisément entre cette ville et les installations portuaires de Nemrut Limani. La proximité des cités éoliennes de Myrina, de Grynéion et de la cité ionienne de Phocée, entre autres, atteste l'ancienne prospérité de la région.

## Histoire
Selon la tradition, Pélops la fonda lors de son retour vers le Péloponnèse. Le nom de la cité viendrait d'une Amazone, d'où son surnom d’Amazoneion (Ἀμαζονεῖον / Amazoneîon). L'auteur anonyme d'une Vie d'Homère en fait le lieu de naissance de l'aède. Selon Strabon, la cité fut fondée par des Grecs originaires de la région des Thermopyles, à leur retour de la guerre de Troie. Selon le même auteur, la cité partageait avec sa voisine Lesbos d'être les métropoles de trente villes éoliennes.
Cité très prospère durant la période archaïque, elle est au  VIIIe siècle avant notre ère la patrie d'un roi dénommé Agamemnon et de sa fille Hermodiké, femme du roi Midas de Phrygie. C'est elle, appelée aussi Démodiké, qui aurait inventé ou introduit la monnaie dans le monde grec, selon Aristote.
La cité subit la domination des Perses. Elle dut donner des navires à Darius Ier en 512 av. J.-C., et à Xerxès Ier en 480 av. J.-C.. Elle contribua ensuite à la ligue de Délos à hauteur de neuf talents, somme importante, alors que Smyrne en envoie douze et Myrina un seul. 
Détruite durant la guerre d'Eumène III Aristonikos (entre 133 et 129), elle est rebâtie à partir de 120 avant notre ère environ, grâce à l'évergétisme d'une femme, Archippè.
Pendant la période romaine, elle subit plusieurs tremblements de terre avant des reconstructions d'envergure. Durant l'ère chrétienne, elle fut le siège d'un évêché mais décline durablement à partir du VIIe siècle.

## Notabilités
- Homère, aède semi-légendaire peut-être ?
- Hésiode, poète grec né à Ascra, un village dépendant de la cité de Thespies, en Béotie, dont le père venait de Cymé.
- Agamemnon, roi de Cymé durant la seconde moitié du VIIIe siècle av. J.-C.
- Hermodiké, princesse de Cymé, fille du roi précédemment cité.
- Éphore de Cymé, orateur et historien.
- Archippè de Cymé, évergète.
- Héraclide de Cymé, historien.

## Archéologie
Les premières découvertes archéologiques datent du milieu du XIXe siècle, quand un propriétaire, D. Baltazzi, effectua les premières fouilles. Ente 1880 et 1882, Salomon Reinach entreprit quelques prospections, en marge des fouilles des autres sites de la région (notamment Myrina). En 1925, le professeur Anton Salaç reprend les fouilles pour le compte d'une mission tchécoslovaque et découvre d'importantes structures, notamment un petit temple d'Isis et un portique d'époque romaine. L'archéologue turc Ekrem Akurgal reprend l'exploration du site à partir de 1955 (mettant au jour notamment une céramique orientalisante) reprise entre 1979 et 1984. De nouvelles campagnes de fouilles se déroulent au début du XXIe siècle.